# 牛油房子

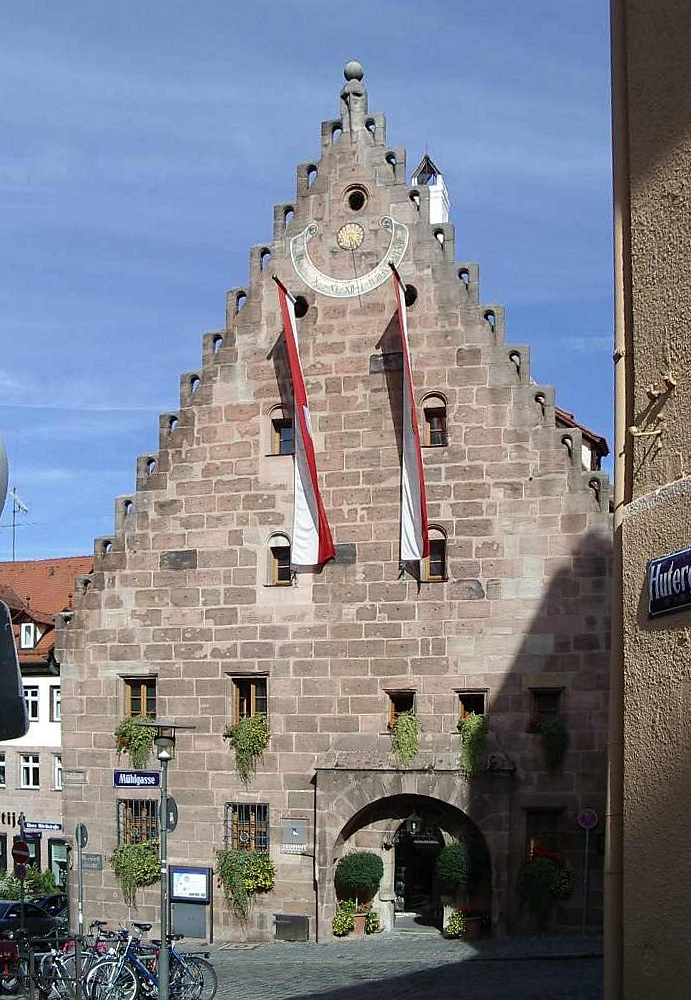

牛油房子（Unschlitthaus）是德国纽伦堡的一座历史建筑，位于洛伦茨老城区翁施利特广场（Unschlittplatz）的东侧。它建于1491年，最初作为一个粮仓。现在是纽伦堡历史之路的一站。

## 历史
牛油房子建于1491年，是汉斯·贝海姆为这座城市建造的七个粮仓之一。这是一座巨大的砂岩建筑，有精心设计的哥特式山墙立面。
其名称源自于该市垄断管理牛脂的机构。,从1562年至1835年，所有的屠夫必须在这里出售废脂肪。直到19世纪，牛脂一直是制作蜡烛、肥皂、马车润滑和鞋抽的重要原材料。1839年至1899年，该建筑曾用作学校。
在1945年1月2日的轰炸中，牛油房子被炸。战后，其北部得到重建，而建筑的南部则保留原状。